# Acantholeucania collecta
Acantholeucania collecta là một loài bướm đêm trong họ Noctuidae.